# Atija
Atija (bułg. Aтия) – wieś w Bułgarii, w obwodzie Burgas, w gminie Sozopol. W 2023 roku liczyła 963 mieszkańców.